# Nemoleon callidus
Nemoleon callidus är en insektsart som först beskrevs av Walker 1853.  Nemoleon callidus ingår i släktet Nemoleon och familjen myrlejonsländor. Inga underarter finns listade i Catalogue of Life.